# Sinobambusa yixingensis
Sinobambusa yixingensis är en gräsart som beskrevs av Chi Son Chao och K.S.Xiao. Sinobambusa yixingensis ingår i släktet Sinobambusa och familjen gräs. Inga underarter finns listade i Catalogue of Life.